# Perissogonaster
Perissogonaster is een geslacht van kamsterren uit de familie Pseudarchasteridae.

## Soort
- Perissogonaster insignis Fisher, 1913